# Casa al carrer de la Muralla, 1 (Llançà)
La casa al carrer de la Muralla, 1 és un edifici del municipi de Llançà (Alt Empordà), inclòs en l'Inventari del Patrimoni Arquitectònic de Catalunya.

## Descripció
És situada dins del centre històric de la vila, a l'extrem nord-oest del terme i a la banda sud-oest del nucli urbà.
Es tracta d'un edifici entre mitgeres de planta rectangular, amb la coberta plana utilitzada com a terrat i distribuït en planta baixa i pis. La façana principal presenta tres portals d'arc rebaixat a la planta baixa, amb els emmarcaments arrebossats. Al pis hi ha un balcó corregut amb la llosana motllurada i la barana de ferro treballat. Hi tenen sortida dos finestrals rectangulars amb la llinda decorada i els brancals arrebossats i pintats. A la part superior del parament hi ha una cornisa motllurada damunt la qual s'assenta un plafó d'obra corregut.
La construcció està arrebossada i pintada de dos colors. Destaquen certs elements decoratius gravats al parament, corresponents a la construcció original i que actualment no han estat destacats.

## Història
Una de les etapes més ben documentades de les fortificacions de Llançà és el segle xvi, amb diversos escrits que confirmen que comptava amb sis o set torres de defensa i una muralla. Després de la baixa edat mitjana, la noblesa va iniciar un procés de venda d'aquestes fortificacions per convertir-les en mansions privades.
Amb el creixement de la vila es van començar a adossar diferents edificis als terraplens dels baluards extramurs, que van donar pas als diferents carrers (carrer de la Pilota, Muralla, Salmerón i Major) que mostren el recorregut fossilitzat de les muralles.